# Disulfoton
Disulfoton ist ein Insektizid und gehört zur Klasse der Dithiophosphorsäureester.

## Geschichte
Bei einem Chemieunfall 1986 in Schweizerhalle wurde praktisch die gesamte Aalpopulation des Rheins durch in den Fluss gelangendes Disulfoton und andere Chemikalien getötet. In Karlsruhe, nach fast 400 km Fließstrecke, wurde noch eine Spitzenkonzentration von 25 μg/l gemessen.

## Verwendung
Disulfoton ist ein selektives Insektizid und Akarizid, welches insbesondere gegen saugende Insekten wirksam ist. Es wird auf Baumwoll-, Tabak-, Zuckerrüben-, Mais-, Weizen-, Erdnuss- und Kartoffelfeldern gegen Blattläuse, Fransenflügler und Spinnmilben eingesetzt.

## Zulassung
In den Staaten der EU und in der Schweiz sind keine Pflanzenschutzmittel mit diesem Wirkstoff zugelassen.